# コホーテク彗星 (C/1973 E1)
コホーテク彗星（英語: Comet Kohoutek、仮符号:C/1973 E1, 1973 XII, 1973f）は、1973年3月7日にチェコの天文学者、ルボシュ・コホーテクによって発見された双曲線軌道の非周期彗星である。翌1974年には地球に接近し、肉眼でも観測できるほど明るくなった。

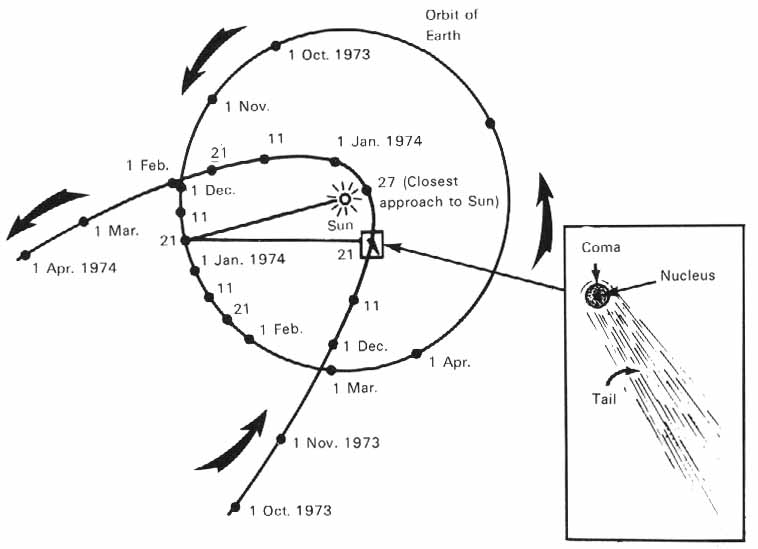
コホーテク軌道と地球の軌道

発見当初の観測によると、彗星の核が大きく、近日点距離が小さく（0.1424天文単位）、かつ近日点通過時に地球から見て太陽と反対側に位置するなど、大彗星になるための条件を満たしており、マイナス等級の彗星になると期待されていた。
しかし視等級は最大時でも3等級に留まり、マスコミが「今世紀最大〜」等と大々的に報道しすぎたため、それ以降は天文現象について過度の期待を抱かせるような報道は影をひそめるようになった。ただ、明るさこそ期待外れだったが、長い尾を引いた姿は壮観であったという。
この3年後（1976年）に観察されたウェスト彗星は、コホーテク彗星とは対照的に当初一般にはほとんど報道されなかったが、「20世紀でも随一の美しさ」とさえ言われた姿にまで成長した。